# Пунктуація
Пунктуа́ція (лат. punctuatio: від punctum — «крапка») —
система правил уживання на письмі розділових знаків і розділ мовознавчої науки про використання розділових знаків.
Пунктуація — нормована правописом система правил про вживання розділових знаків для розчленування тексту відповідно до його значеннєвологічних, синтаксичних та інтонаційних особливостей. У давніх рукописах уживалися на грецький лад: кома, крапка, чотири й три крапки, хрестик, рідше крапка-кома. Нинішня система розділових знаків (крапка, кома, знаки оклику й запитання, двокрапка, крапка з комою, розділка, риска, дужки, лапки, абзац, виділення письмівкою, а спершу й скісна риска) склалися у нас з поширенням друку в XVI–XVII ст. під зах. впливом. Різні засади вживання розділових знаків для членування тексту синтаксичного (комою виділяти звертання, відокремлені звороти, вставні слова, підрядні речення, одне головне від іншого), логічного (лапками виділяти цитати й іронічно вжиті слова, дужками вставний коментар до тексту, а абзацами логічно завершені частини тексту) та інтонаційного (паузи позначувати коротші — комою, а довші — крапкою, рискою, при недокінченій думці — трьома крапками; питальну інтонацію позначувати знаком питання, а емфатичну — після вигуків і звертань — знаком оклику) перехрещуються і ті самі знаки уживаються в різних функціях. Окремі знаки уживаються ще й у ідеографічно-цінувальній функції (крапка — на вираз скорочення слова; знак запиту в дужках після цитати як вираз сумніву чи здивування; знак оклику в дужках там таки як вираз здивування, обурення, іронії чи підкреслення, що цитоване не є опискою). До синтаксично-логічного членування тексту належить і писання слів окремо, разом чи з розділкою. Найдавніші рукописи писали текст без поділу на слова (початковий і кінцевий склад слова могли інколи позначатися значком акута чи ґравіса, а у випадках назвучного голосного ще й значками придиху), а в XV–XVII ст. друковані ще прийменники разом з ім'ям.

## Пунктуація в українській мові
В українській мові вживаються одиничні (крапка, двокрапка, три крапки, кома, крапка з комою, тире, знак питання, знак оклику, знак виноски) та парні (дві коми, два тире, лапки, дужки) розділові знаки (пунктограми). Призначення розділових знаків — полегшити читачеві сприйняття змісту написаного:
- крапка ділить текст на речення;
- двокрапка відділяє одну частину від іншої, вказуючи на те, що в цій другій частині міститься пояснення, розкриття причини того, про що йшлося у першій;
- три крапки (багато крапок) вказує на те, що в реченні не всі його компоненти наявні, а речення не закінчене, обірване;
- кома розділяє граматично рівноправні частини простого чи складного речення;
- крапка з комою функціонально подібна до коми, але розділяє складні (або ускладнені) за будовою граматично рівноправні частини;
- тире розділяє головні частини речення (якщо вони виражені подібними лексично-граматичними категоріями), порівнювані мовні одиниці, частини складного безсполучникового речення, які перебувають в умовно-часових, протиставних та причинно-наслідкових зв'язках;
- знак питання ділить текст на речення, але разом з тим вказує на те, що речення містить у собі питання;
- знак оклику ділить текст на речення та вказує на експресивність мовлення, вигук;
- знак виноски — видільний, він вказує, що за словом, біля якого цей значок поставлений, має йти частина тексту, яка подається у порядковій частині сторінки або в кінці тексту;
- парні розділові знаки — дві коми, двоє тире, дужки, лапки — виділяють якийсь відрізок тексту (другорядні члени речення), коли є потреба його відокремити, вставні і вставлені слова, словосполучення, звертання.

Українська пунктуація побудована на структурному, смисловому та інтонаційному принципах.

### Виділення речення на письмі
В усній мові на початок і кінець речення вказує відповідна інтонація. На письмі на початок речення вказує велика літера, на кінець — крапка, знак питання, знак оклику або три крапки.
У кінці розповідного і спонукального речень звичайно ставиться крапка. Якщо ж розповідне чи спонукальне речення вимовляється з особливою, піднесеною інтонацією, то в кінці такого речення ставиться знак оклику. У кінці питального речення ставиться знак питання. Якщо ж питальне речення вимовляється з особливим почуттям, то ставиться ще й знак оклику. Три крапки в кінці речення ставляться тоді, коли хочуть показати, що думка ще не закінчена або що треба зробити велику паузу.

### Крапка
Крапка вживається:
- у кінці розповідного двоскладного чи односкладного речення (Ніч. Спека.);
- у кінці спонукального речення, якщо в ньому відсутня інтонація оклику або питання (Вирішить завдання. Зробіть коротенький аналіз речення.);
- у кінці графічно скороченого слова (напр.; і т. д.);
- для виділення приєднувальних конструкцій:

Будуть козаки подорожні проїжджати, твій голос зачувати, до могили будуть завертати. Бандуро моя (М. Пригара);
- після назв дійових осіб перед їх репліками в драматичних творах:

Василь. І довго це ти будеш чухатися?

Конюх. Вибачте, пане. Винен.

### Кома
- одиночні коми ставляться між однорідними членами речення і між частинами складного речення (Я підвівся, поглянув їй у вічі). Якщо вжита одиночна кома, завжди робиться пауза.
- парні коми виділяють з обох боків деякі підрядні речення, відокремлені члени речення і внесення (звертання, вставні і вставлені слова та речення, слова-речення). Але одна з ком не ставиться, якщо відокремлена частина стоїть на початку речення або в його кінці (Не працюючи, нічого в житті не доб'єшся).

Кома вживається:
- між однорідними членами речення, безсполучниково або за допомогою протиставного сполучника (Він встав, потягнувся, підійшов до вікна);
- між частинами складного речення (У кав'ярні вони зустрілися з друзями, яких давно не бачили);
- при виділенні інтонацією і за смислом звертання, вставних і вставлених словосполучень і речень, відокремлених другорядних членів речення, а також уточнювальних слів, вигуків, стверджувальних часток і порівняльних зворотів (Пиши ж мені, друже, якщо матимеш час).

Крапка з комою, тире, двокрапка, дужки, три крапки і лапки, на відміну від коми, завжди пов'язані з інтонацією.

### Крапка з комою
Крапка з комою ставиться там, де й одинична кома (тобто між однорідними членами речення і між частинами складного речення), якщо розділювані нею частини порівняно далекі за змістом або мають у собі розділові знаки. На місті крапки з комою завжди чується подовжена пауза.
Крапка з комою вживається:
- для виділення однотипних частин складного речення:

Шелестить пожовкле листя по діброві; гуляють хмари; сонце спить; ніде не чутно людської мови (Т. Шевченко);
- між поширеними членами речення:

Я люблю їхати на поле тоді, як ниви зеленіють та хвилюються зеленими хвилями; коли обважнілі колоски черкаються об голову, об вуха… (І. Нечуй-Левицький);
- у кінці рубрик:

Звуки бувають: 1) голосні; 2) приголосні та ін.

### Двокрапка
Двокрапка вживається:
- у безсполучникових складних реченнях з різнотипними частинами, якщо друга частина розкриває загальний зміст першої або пояснює окрему її частину (Він врахував все: і що скаже він, і те, як його сприйме аудиторія, і навіть думку самого Миколи Петровича);
- після узагальнюючого слова перед однорідними членами речення (напр.: послідовність дій така: 1) довести, що речення складне; 2) з'ясувати вид складного речення та ін.);
- при прямій мові у випадку, коли слова автора їй передують (Петро нарешті вимовив: «Я впевнений, що це правда»).

Перед двокрапкою, як правило, тон підвищується, після неї робиться вичікувальна пауза, і далі слова промовляються звичайним тоном.

### Три крапки
Три крапки вживаються:
- коли думка, що виказувалася у реченні, ще не закінчена (І так було з ним завжди… Він працював, працював, а нагороду за його працю одержували інші…)
- для передачі схвильованого, емоційного мовлення за допомогою обірваних, незакінчених речень (Василь… Але ж ми… Але ж я… Що ж нам робити?..)
- на місці розмовних пауз (Людей треба любити… прощати… Ось що головне…)

коли той, хто каже, хоче приховати свою думку, не розкриваючи її повністю (Вони зустрілися… Він і вона…);
- при використанні цитат, якщо цитата береться не з початку речення, або якщо цитата розірвана на декілька частин («…а по-друге, — закінчила Лариса, — хочу випустити новий альбом»).

### Тире
Тире ставиться там, де й одинична та парні коми, а також там, де коми ставити не можна. Одиночне тире вказує на протиставлення (можна підставити а, але), наслідок, наступне пояснення або раптову зміну подій. Після одиничного тире робиться вичікувальна пауза і далі тон, як правило, підвищується:
Адже ми всі — люди!
Парні тире виділяють з обох боків частини речення. Частина, виділена парним тире, вимовляється підвищеним тоном:
І враз — заглушаючи всю метушню і ґвалт — по квартирі розляглися широкі і повнозвучні акорди рояля (Ю. Смолич).
Тире вживається:
- між присудком і підметом, якщо вони виражені однаковими лексично-граматичними категоріями (Справжня дружба — чисте джерело);
- на місці пропущеного члена або кількох членів речення: Сьогодні (є) — твій день народження;
- при відокремленій прикладці (Я так довго працював — завдяки твоїй підтримці — для того, щоб доказати самому собі: можу);
- перед узагальнюючим словом після однорідних членів речення (На пустирях, у рівчаках та неглибоких балках — скрізь росте ця невибаглива рослина);
- при вставлених конструкціях: Є віра — невже цього мало, — що ти в цьому місті живеш (Л. Первомайський);
- у безсполучникових реченнях з різнотипними частинами, якщо між ними є умовно-часовий або наслідковий зв'язок: Зійде сонце — утру сльози, ніхто не побачить (Т. Шевченко);
- якщо друга половина безсполучникового складного речення має значення протиставлення: Ще сонячні промені сплять — досвітні вогні вже горять (Л. Українка);
- між двома словами, які вказують на просторову, часову або кількісну межу: за цей період ми планували зібрати 15—20 тон яблук;
- при прямій мові для виділення слів автора; тире ставиться після іншого розділового знака; напр.: Він подумав, подумав, вимовив: — Ну що, хлопці? Зробимо? — і посміхнувся.
- перед кожною реплікою в діалозі; напр.:

Вчителька довго дивилася на Дмитра, спитала:
 — І де все це ти вичитав?
 — Як це вичитав? — обурився Дмитро
 — Це я все сам придумав! — гордо відповів він.

Вчителька помовчала, потім вимовила:
 — І що ж це в тебе за голова така?

### Дужки
Дужки вживаються:
- одна дужка — після цифри або букви, якою позначаються перераховувані рубрики в тексті: Комп'ютер складається з: а) системного блока; б) монітора; в) клавіатури);
- дві дужки — для додаткової інформації, різноманітних уточнень, вказівок та таке ін.: Михайло Краснопудзенко народився 1985 р. (в серпні місяці) в м. Києві;
- при вставних і вставлених конструкціях: Що? (вона підійшла до нього ближче) Невже ти ще не зрозумів, чому я така?;
- для виділення ремарок після назви діючої особи в драматичних творах: Мар'яна (до Олексія). Чого ж ти чекаєш, любий?).

Частина, охоплена з двох боків дужками, вимовляється пониженим тоном.

### Лапки
Лапки вживаються:
- при використанні цитат, які вводяться в авторське мовлення як самостійний текст (цитата починається з великої букви): Аристотель не приймав учення Платона про ідеї. «Платон мені друг, але істина — ще більший мій друг» — відомий його афоризм;
- при використанні цитат, які вводяться в авторський текст як частина цього тексту (цитата пишеться з маленької букви): Борис Буряк пише, що «в художній структурі сценаріїв і фільмів Олександра Довженка завжди присутній сам автор»;
- для виділення власних назв книг, літературних творів, газет, журналів, телевізійних програм, кінофільмів, підприємств, та таке ін. (СП «Зоря», журнал «Ровесник»);
- для виділення слів, вжитих у незвичному або іронічному значенні (такі слова вимовляються з особливою, підкресленою інтонацією): О, мій «великий»… — з неприховуваною іронією прошепотіла Олена, притуляючись до Анатолія.

Лапки не вживаються, якщо цитата є епіграфом.

### Знак оклику
Знак оклику вживається:
- у кінці спонукального речення, якщо, крім спонукання, в реченні виражається емоційний стан того, хто говорить («А ну, відчиняй!» — вигукнув хтось за дверима);
- після звертання при емоційному його виділенні (— Хлопці! — покликав Олег Васильович — Швидко біжіть до мене!);
- у кінці розповідного речення, у якому виражається емоційний стан автора (Боже! Що ж ви наробили!).

### Знак питання
Знак питання вживається:
- у кінці питального речення: Звідки ж ми такі?;
- у діалогах:

Микола. Слухайте, і чого ви оце все питаннями на питання відповідаєте? 

Михайло. А ви як думаєте?

### Знак виноски
Знак виноски вживається у документах для оформлення різноманітних уточнюючих відомостей та посилань. Виноска складається з двох пов'язаних частин: знака виноски та текста виноски.
Один документ може містити у собі як звичайні, так і кінцеві виноски:
- звичайні виноски використовуються для роз'яснення термінів і розташовуються, як правило, внизу кожної сторінки документа;
- кінцеві виноски найчастіше використовуються для посилань на першоджерела; розташовуються, як правило, у кінці документа.

### Розділові знаки при прямій мові
- Пряма мова береться з обох боків в лапки, причому в лапки береться також і знак питання, знак оклику або три крапки, якщо вони в ній вживаються.
- Крапка і кома виносяться за лапки (але якщо вже є знак питання, знак оклику чи три крапки, ані кома, ані крапка вже не вживаються):

«Ганьба!» — несподівано закричав хтось на площі.
- Якщо слова автора стоять перед прямою мовою, то після них ставляться двокрапка з тире; пряма мова розпочинається з великої літери:

Тоді він нам і каже: — Що ж мені з вами робити?
- Якщо слова автора стоять всередині прямої мови, розриваючи її, то перед словами автора, а також після них ставиться тире:

— Ну ось і все. — подумав я. — Розпочалося…
- У випадку, коли речення першої частини прямої мови ще не закінчене, наступний її фрагмент пишеться з малої букви:

— Гляньте, — несподівано вигукнув Степан — ось там, попереду!
- Якщо слова автора стоять після прямої мови, то після прямої мови ставиться тире:

— Хлопці, все буде добре. — сказала мені Наталка.
- Якщо пряма мова передається в формі діалогу, кожна репліка починається з нового рядка, перед нею ставлять тире і не використовують лапок. Інші розділові знаки вживаються так само, як і звичайно при прямій мові:

— Пробачте, це ви Василь Романович? — Я. А ти ж хто будеш? — А я Таня. Дочка лісника. Ми ось тут недалеко живемо (І. Цюпа)

### Розділові знаки при непрямій мові
При передачі прямої мови непрямою слова автора перетворюються на головного члена речення. Сама ж непряма мова стає підрядним реченням, причому особа займенників і дієслів в ній змінюється відповідно до тієї особи, від імені якої тепер передається чужа мова. Тому при непрямій мові вживання розділових знаків таке саме, як і звичайно на письмі: Він мав на увазі її слова про те, що вона добре співає.
Після непрямого запитання знак запитання не ставиться.
- Пряма мова

Вчитель раптом запитав: — Де Мар'яна?
- Непряма мова

Вчитель раптом запитав, де Мар'яна.

### Розділові знаки у цитатах
У цитаті не можна нічого змінювати.
Якщо цитата наводиться не повністю, то пропуски в ній позначаються трьома крапками: Шевченкове «…треба миром, Громадою обух сталить…» завжди звучить як гасло…
Цитати можуть вживатися як:
- пряма мова (розділові знаки вживаються так само, як і при прямій мові):

Михайло Коцюбинський… в новелі «Intermezzo» писав: «Сонце! Я вдячний тобі. Ти сієш у мою душу золотий заспів — хто знає, що вийде з того насіння. Може, вогні?» (Н. Калениченко);
- доповнення авторського речення, виступаючи як його складова частина (цитата береться в лапки і розпочинається з малої букви):

Інколи літературу кінця римської республіки і початку імперії (І ст. до н. е. — ІІ ст. н. е.) об'єднують під назвою «римська класична література» або «римська класична література»;
- віршова цитата, записана у вигляді строфи (в лапки не береться):

Ну що б, здавалося, слова… Слова та голос — більш нічого. А серце б'ється — ожива, Як їх почує!… (Т. Шевченко);
- вказівка на джерело, яке стоїть безпосередньо після цитати (береться в дужки; після другої дужки ставиться крапка):

Найвища краса — краса вірності (О. Гончар).;
- епіграф (у лапки не береться; вказівка на джерело пишеться під епіграфом справа без дужок; крапка після неї не ставиться).